# Троглобионты
Троглобио́нты (от др.-греч. τρώγλη «отверстие, дыра» и βίος «жизнь») — животные и другие организмы, постоянно обитающие в пещерах, трещинах горных пород, пещерных водоёмах либо водотоках.

## Общая характеристика

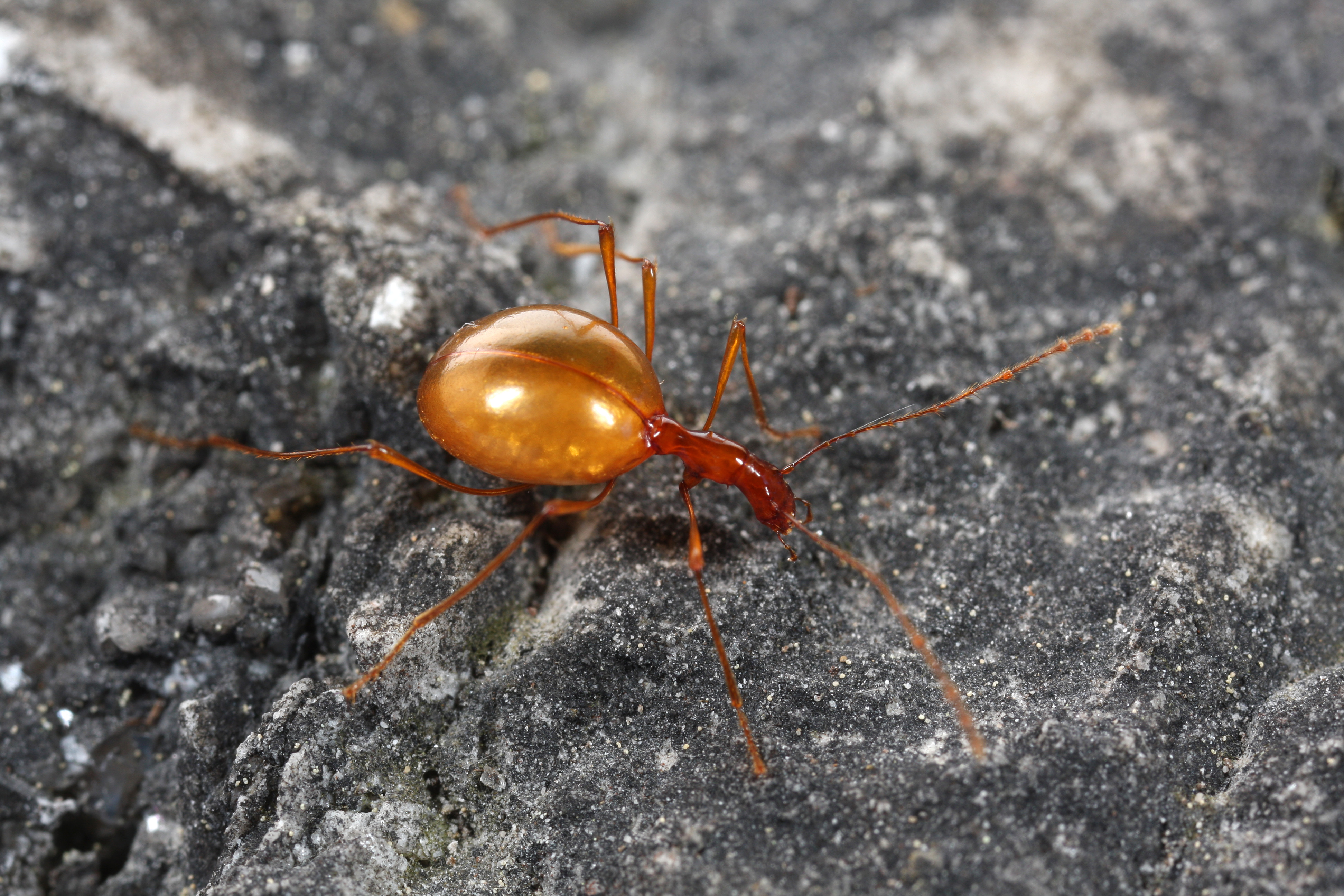
Жук Leptodirus hochenwartii — троглобионт Шкоцянских пещер в Словении

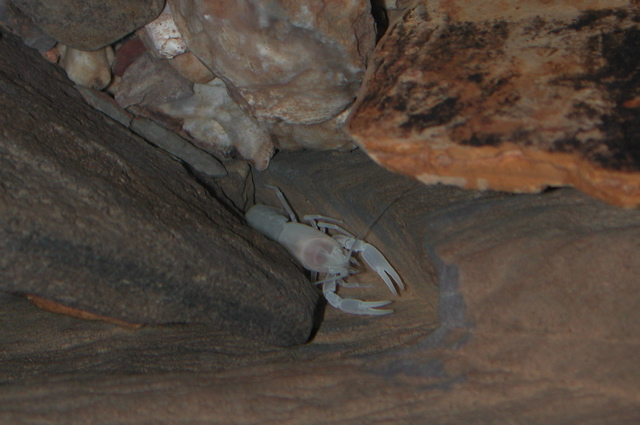
Orconectes australis

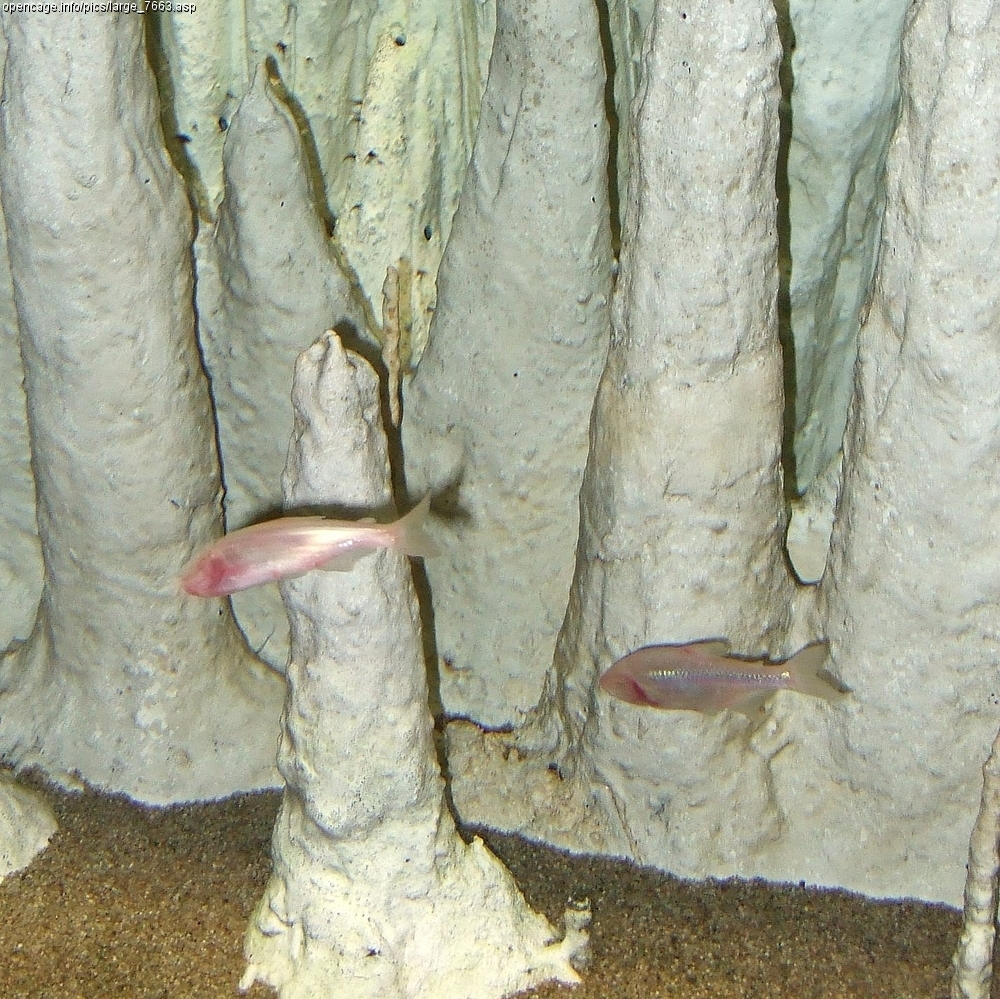
Рыбы Astyanax jordani, обитающие в мексиканских пещерах

Как правило, у троглобионтов отсутствует пигментация покровов тела, поэтому поверхность тела, как правило, белая или желтоватая. Органы зрения обычно редуцированы, но хорошо развиты осязание и обоняние, а у рыб — органы боковой линии. Троглобионтам присуще ацикличное размножение, активность в течение всего года (без сезонных ритмов), а для позвоночных представителей группы типичен рост на протяжении всей жизни.
Благодаря стабильности условий существования в пещерах среди троглобионтов встречаются многие представители древней фауны. Большинство троглобионтов также являются локальными эндемиками.
Численность и биомасса троглобионтов обычно незначительны из-за отсутствия достаточного количества пищи. Обилия могут достигать только хемосинтезирующие бактерии, чья биомасса подчас составляет 10—20 % общей биомассы троглобионтов.

## Разнообразие видов

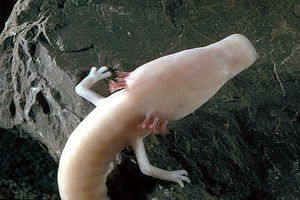
Европейский протей — эндемичный обитатель подземных озёр в балканских пещерах

Среди троглобионтов много видов ракообразных — креветки, веслоногие рачки гарпактициды, некоторые бокоплавы, ремипедии. Гораздо реже среди них встречаются моллюски, коловратки, пиявки, полихеты и насекомые. В некоторых пещерах в районах с тёплым климатом обитают несколько видов насекомых, пауки (Neoleptoneta myopica), креветки (Palaemonias alabamae) и другие ракообразные, саламандры и рыбы (Amblyopsidae, Milyeringidae, Astyanax).
К троглобионтам также относятся представители нескольких отрядов рыб и некоторые земноводные. Например, в пещерах Кубы обитают 2 вида рыб семейства бротулевых (Brotulidae), остальные представители которого обитают лишь в морской среде. На бывшей территории СССР впервые слепая пещерная рыба, принадлежащая к семейству Nemacheilidae была обнаружена в 1980-х годах в подземных водоёмах горного массива Кугитангтау Памиро-Алая.
Вид комаров-звонцов Troglocladius hajdi из семейства хирономиды (Chironomidae) — предположительно первый летающий троглобионт среди 21 000 видов пещерных животных (обнаружен в глубокой пещере, 980 м).